# Dodge Charger Daytona
 (août 2020).
Si vous disposez d'ouvrages ou d'articles de référence ou si vous connaissez des sites web de qualité traitant du thème abordé ici, merci de compléter l'article en donnant les références utiles à sa vérifiabilité et en les liant à la section « Notes et références ».
 (août 2020).
La mise en forme du texte ne suit pas les recommandations de Wikipédia : il faut le « wikifier ».
Les points d'amélioration suivants sont les cas les plus fréquents. Le détail des points à revoir est peut-être précisé sur la page de discussion.
- Les titres sont pré-formatés par le logiciel. Ils ne sont ni en capitales, ni en gras.
- Le texte ne doit pas être écrit en capitales (les noms de famille non plus), ni en gras, ni en italique, ni en « petit »…
- Le gras n'est utilisé que pour surligner le titre de l'article dans l'introduction, une seule fois.
- L'italique est rarement utilisé : mots en langue étrangère, titres d'œuvres, noms de bateaux, etc.
- Les citations ne sont pas en italique mais en corps de texte normal. Elles sont entourées par des guillemets français : « et ».
- Les listes à puces sont à éviter, des paragraphes rédigés étant largement préférés. Les tableaux sont à réserver à la présentation de données structurées (résultats, etc.).
- Les appels de note de bas de page (petits chiffres en exposant, introduits par l'outil «  Source ») sont à placer entre la fin de phrase et le point final[comme ça].
- Les liens internes (vers d'autres articles de Wikipédia) sont à choisir avec parcimonie. Créez des liens vers des articles approfondissant le sujet. Les termes génériques sans rapport avec le sujet sont à éviter, ainsi que les répétitions de liens vers un même terme.
- Les liens externes sont à placer uniquement dans une section « Liens externes », à la fin de l'article. Ces liens sont à choisir avec parcimonie suivant les règles définies. Si un lien sert de source à l'article, son insertion dans le texte est à faire par les notes de bas de page.
- La présentation des références doit suivre les conventions bibliographiques. Il est recommandé d'utiliser les modèles {{Ouvrage}}, {{Chapitre}}, {{Article}}, {{Lien web}} et/ou {{Bibliographie}}. Le mode d'édition visuel peut mettre en forme automatiquement les références.
- Insérer une infobox (cadre d'informations à droite) n'est pas obligatoire pour parachever la mise en page.

Pour une aide détaillée, merci de consulter Aide:Wikification.
Si vous pensez que ces points ont été résolus, vous pouvez retirer ce bandeau et améliorer la mise en forme d'un autre article.
Cet article concerne les variantes de la plate-forme B et de la plate-forme LX. Pour la variante de la plate-forme K des années 1980 et 1990, voir Dodge Daytona (G-body). Pour la variante pick-up, voir Dodge Ram Daytona.
Dodge, une marque automobile américaine, a produit trois véhicules distincts portant le nom de Dodge Charger Daytona, qui étaient tous des Dodge Charger modifiés. Le nom vient de Daytona Beach, en Floride, qui était l'un des premiers centres de course automobile et accueille toujours le Daytona 500, l'un des principaux événements de la NASCAR. La première utilisation du nom Daytona sur une voiture était sur une version de la Studebaker Lark. La Daytona était le modèle de performance de la compacte Lark et elle a été produite de 1963 à 1966. La Dodge Charger a été conçue pour battre la concurrence en NASCAR Americas Premier Racing Series.

## 1969
Avec l'échec en course de la précédente Dodge Charger 500 de 1968 en édition limitée en NASCAR et la superstar de Plymouth, Richard Petty, les laissant pour Ford, la Dodge Charger Daytona de 1969 a été créée. Elle était destinée à être une version haute performance en édition limitée de la Dodge Charger produite à l'été 1969 dans le seul but de gagner des courses NASCAR de haut niveau. Elle a remporté sa première course, l'inaugural Talladega 500, à l'automne, alors que les plus grands noms avaient quitté la piste samedi dans un boycott de la course. Buddy Baker, dans la Dodge Charger Daytona n ° 88 d'ingénierie Chrysler, a été le premier pilote de l'histoire de la NASCAR à franchir la barre des 322 km/h, le 24 mars 1970, à Talladega. La Dodge Daytona de 1969 a remporté deux courses en 1969 et quatre autres en 1970 pour un total de six. Sa successeur, la Plymouth Superbird de 1970, a remporté huit courses - toutes en 1970. Les Dodge Daytona ont également gagnées sur les circuits de course USAC et ARCA. Elles ont établi de nombreux records de course et de pole.
L'une des deux célèbres voitures aérodynamiques, la Dodge Daytona, présentait des modifications spéciales de carrosserie comprenant une aile stabilisatrice de 584 mm de hauteur sur le coffre arrière, un «nez en cône» en tôle spéciale qui remplacait la calandre verticale traditionnelle, un rétro-éclairage arrière affleurant (zone de la lunette arrière), un "cache-fenêtre" pour couvrir la lunette arrière encastrée de la Charger d'origine, ailes avant et capot spécifiques inspirés de la prochaine Charger de 1970, protection de montant A en acier inoxydable et écopes de refroidissement montées sur l'aile. La Daytona a été construite selon les spécifications de la finition R/T de la Charger de 1969, ce qui signifie qu'elle était équipée d'une suspension et de freins robustes et était équipée d'un moteur Magnum 440 de 7,2 L de série. Le moteur V8 Hemi de 426 pouces cubes (7,0 L) en option, dont 70 des 503 Daytona supportaient, est une note spéciale pour les collectionneurs. Elle avait une cousine d'entreprise, la Plymouth Superbird de 1970 «seulement», et avec l'aide des ingénieurs de missiles de Chrysler, la Charger Daytona est née.
Les "guerrières ailées", comme elles étaient affectueusement connues[réf. nécessaire], n'ont pas concourues pendant longtemps dans la série supérieure de coupe de la NASCAR. Lors de la prochaine saison de NASCAR, les dirigeants ont interdit les spécifications aérodynamiques sur les voitures avec des moteurs de plus de 300 pouces cubes. En raison de leur vitesse et de leurs performances exceptionnelles, la NASCAR a par la suite changé le livre des règles, interdisant de fait les voitures Aero de Dodge, Ford, Mercury et Plymouth de la compétition à la fin de 1970. Voir également Plymouth Superbird, Ford Torino Talladega et Mercury Cyclone Spoiler II pour plus d'informations sur les voitures aérodynamiques. Le Daytona 500 de 1970 n'avait qu'une seule voiture ailée, la # 71 appelée «mini-moteur».
La Dodge Daytona est maintenant un objet de collection très précieux, avec des Daytona à moteur 440 atteignant le territoire à six chiffres et des voitures à moteur hemi 426 dépassant la barre des 900 000,00 $[réf. nécessaire]. La "Super Charger IV EL", qui ressemblait à un prototype de roadster dérivé de la Charger Daytona sans le toit et le becquet, est considéré comme une voiture de proxénète dans le film Truck Turner & Cie de 1974. La voiture était en fait une Charger d'exposition, avec une extrémité avant d'une Daytona montée dessus. Note de bas de page: Ces 503 voitures étaient en fait des Charger 500 lors de leur sortie de la chaîne de montage. Dodge les a ensuite expédiés à un fabricant hors site (pas des employés de Dodge), qui les a transformés en montant l'aile, les supports dans le coffre et le nez en cône avant. Tout rapport de ceux-ci sur la chaîne de montage du fabricant est inexact. 

## 1975-1977
Pour 1975–77, le nom Daytona est revenu sur la Charger, qui à cette époque était une Chrysler Cordoba re-badgée. La finition Daytona de cette époque était une finition d'apparence avec des rayures et des décalcomanies 2 tons. Un moteur gros bloc 400 pouvait être commandé car le moteur 318 était standard. De plus, certains modèles (très peu nombreux) étaient équipés d'un tachymètre. Toutes les Daytona étaient équipées d'une suspension à barre de torsion robuste. Et pour rivaliser avec les Cordoba, elles pouvaient être commandés avec des finitions de luxe. Bien que cette voiture fût un produit de l'époque, c'était la première vraie Daytona produite sur la chaîne de montage. Les voitures ailées étaient en fait des Charger 500 envoyées à une entreprise de fabrication sur mesure appelée Creative Industries, pour l'installation de l'aile, des supports et du nez en cône. Les voitures de cette époque sont extrêmement rares car leur nombre était très faible et les constructeurs automobiles achetaient de l'acier bon marché à l'étranger. Un bon nombre de ces voitures ont été abandonnées en raison de problèmes de rouille. Ces voitures, comme leur prédécesseur, ont mis du temps à quitter les salles d'exposition. Pas à cause de leur apparence, mais parce que c'étaient des voitures lourdes et gourmandes en essence pour l'époque. Avec l'augmentation des prix de l'essence, l'Amérique recherchait des voitures plus économiques.

## 2006-2009
La Dodge Charger a été réintroduite pour 2006 avec une finition Dodge Charger Daytona en production limitée qui comprenait un intérieur plus sportif, couleurs extérieures classiques à fort impact, un aileron arrière, un becquet avant, un contour de calandre noirci, bandes latérales arrière indiquant "DAYTONA" de chaque côté, un vinyle occultant entre les feux arrière sur le couvercle du coffre et un vinyle noir sur le capot avec le mot "HEMI" découpé deux fois. Les badges Heritage R/T ont remplacé les badges Stock R/T chromés. Une suspension de performance avec des amortisseurs arrière nivelant la charge était également de série, ainsi que des roues uniques. Les roues de 2006 étaient des roues de 18" de la R/T d'origine avec des poches peintes en gris anthracite et des pneus plus larges à profil inférieur. Les roues de 2007 à 2009 sont des roues chromées de 20". En 2008, les bandes latérales arrière ont été enlevées et remplacées par une bande stroboscopique sur les parties inférieures des portes indiquant «DAYTONA» vers l'avant de la bande. L'autocollant du capot a également été modifié. La Daytona de 2006–2008 a gagné 10 ch (7 kW) par rapport à la Charger R/T standard via un système d'échappement plus fluide avec un silencieux central à passage unique et un filtre à air de plus grand diamètre lui donnant 350 ch. La voiture avait également un logiciel unique de gestion du moteur qui supprimait le limiteur de vitesse de la R/T d'origine. Le modèle de 2009 est équipé du nouveau moteur HEMI à distribution variable d'arbre à cames, produisant 368 ch (274 kW). Ce sont les premières Daytona à porter un badge indiquant le numéro de production sur le total de la production
| Couleur     | Année | Unités                                   |
| ----------- | ----- | ---------------------------------------- |
| Go ManGo!   | 2006  | 4000 (US), 200 (CDN)                     |
| Top Banana  | 2006  | 4000 (US), 291 (CDN)                     |
| TorRed      | 2006  | 2000 (US), 200 (CDN)                     |
| Sublime     | 2007  | 1500 (US), 150 (CDN)                     |
| Plum Crazy  | 2007  | 1400 (US), 120 (CDN)                     |
| Hemi Orange | 2008  | 1650 (US), 100 (CDN)                     |
| Stone White | 2009  | 400 (US), 75 (CDN), 12 sans nombre (CDN) |

La version Stone White est la voiture qui n'était pas censée être. Ce n'est qu'à la fin de la production, en raison de la lenteur des ventes, que les dirigeants ont décidé de faire une édition très limitée de la Daytona. Avec l'effondrement du marché immobilier, les gens perdaient tout car leurs prêts immobiliers étaient plus chers que leurs maisons. L'économie était dans le rouge. Mais alors même que cela se passait, Chrysler a lancé cette voiture, et jusqu'en 2017, c'était la voiture sortie de la chaîne de production la plus chère.

## 2013
La Dodge Charger Daytona de 2013 a fait ses débuts au Salon international de l'auto de Los Angeles 2012 en tant que réintroduction de la légendaire Dodge Charger Daytona. Disponible dans les niveaux de finition Charger R/T et Charger R/T Road & Track, la Dodge Charger Daytona de 2013 a ramené le style unique de l'historique finition Daytona avec toutes les performances et technologies modernes offertes dans la gamme Charger de 2013. Seulement 3 000 unités de la Daytona ont été produites dans cette série à production limitée.
«Avec son moteur V-8 HEMI de 370 chevaux, sa propulsion arrière et son design emblématique, la Dodge Charger de 2013 est une muscle car moderne, et la nouvelle Dodge Charger Daytona la porte à un nouveau niveau en rendant hommage à l'historique plaque signalétique "Daytona"», a déclaré Reid Bigland, président et chef de la direction de la marque Dodge. «Cela commence par un moteur HEMI légendaire sous les pieds et des améliorations de style intérieur et extérieur uniques en son genre qui combinent parfaitement héritage, performance et valeur, prix de base à moins de 33 000 $.»
Disponible dans une palette de couleurs unique de Daytona Blue, Bright White, Billet Silver, Pitch Black, ou pourpre, la finition Daytona comportait des garnitures spéciales foncées qui s'appuient sur la conception emblématique de la muscle car Charger. Du Satin Black ornait la calandre avant en croix avec le badge «R/T» héritage, le graphique de capot en vinyle personnalisé, l'enveloppe de toit, le becquet arrière R/T et le graphique «DAYTONA» sur les panneaux de quarts arrière. Elle comportait des roues de 20 pouces en aluminium poli exclusives à cinq rayons avec des poches peintes en Gloss Black.
Les modèles comprenaient également un capot moteur "Daytona Blue", rapport d'essieu arrière performance de 3,06, contrôleur de moteur à haute vitesse, palettes de changement de vitesses avec mode sport et direction et suspension de performance.
L'intérieur de la Dodge Charger Daytona Road & Track était en cuir noir Nappa unique et sièges chauffants et ventilés en daim avec surpiqûres et tuyauterie Daytona Blue, la Daytona R/T offrait la même apparence avec des sièges sport en tissu personnalisé. «DAYTONA» était brodé en bleu sur les dossiers supérieurs des sièges avant. Une garniture unique en aluminium foncé et brossé entourait l'écran tactile Uconnect de 8,4 pouces et les jauges sur le tableau de bord, ainsi que la garniture autour du levier de vitesses et des porte-gobelets sur la console centrale. Les touches finales comprenaient un kit de pédales Mopar lumineuses, un système audio Beats à 10 haut-parleurs de 552 watts et un badge spécial "DAYTONA" numéroté sur le tableau de bord qui présentait le numéro de construction de ce modèle de Dodge Charger Daytona.
Les prix bases étaient de 32 990 $ pour les modèles R/T et de 36 495 $ pour les modèles Daytona R/T Road & Track.

## 2017/2020
Les nouvelles Dodge Charger Daytona et Daytona 392 de 2017 ont été dévoilées en août 2016. Elle propose un choix de V8 5,7 litres ou 6,4 litres. Les versions Daytona et Daytona 392 incluaient également les améliorations de la finition Super Track (suspension sport, garnitures de frein personnalisées et pneus Goodyear Eagle F1). La voiture était disponible à la commande à partir d'octobre 2016. Contrairement à la Daytona de 2013, les véhicules de 2017 ne sont pas numérotés. L'enquête d'assurance sur un VIN de Daytona montre que le véhicule est une «Dodge Charger Scat Pack 392 de 2017». La Scat Pack est une R/T avec un moteur 392. La Daytona est une finition optionnelle de la Scat Pack.
La Daytona de 2020 obtient la version à 717 ch du moteur Hellcat standard et est limitée à 501 unités

## Production
| Année | Production           | Prix de base |
| ----- | -------------------- | ------------ |
| 1969  | 503                  | US$5,903     |
| 2006  | 10,000               | US$33,380    |
| 2007  | 2,900                | US$36,090    |
| 2008  | 1,650                | US$37,065    |
| 2009  | 400                  | US$37,610    |
| 2013  | 3000                 | US$36,495    |
| 2017  | 3,631 R/T; 2,508 392 | US$39,995    |
| 2020  | 501 Hellcat          | US$74,140    |

## Dans la culture populaire
Une Daytona est apparue dans le film Fast and Furious 6 de 2013, conduite par le personnage Dominic Toretto (Vin Diesel). Dans le film, on dit qu'il s'agissait d'un modèle original de 1969 qui avait été modifié en une super voiture de tourisme professionnelle et qui est fortement endommagé lors de l'apogée du film. Les véhicules utilisés pour le tournage étaient en fait des Charger standard, modifiés pour ressembler au Daytona. Pour effectuer les cascades de conduite dans le film, les voitures étaient équipées de moteurs Chevrolet, très probablement le 572 de course, et de freins de course Brembo.
La Daytona est également apparue dans le film Joe La Crasse de 2001, où elle est conduite par le personnage titulaire. Le véhicule, dans le film, est démoli et endommagé, arborant un seul phare fonctionnel et a une peinture dépareillée sur la carrosserie. Joe La Crasse l'endommage accidentellement davantage en conduisant la voiture dans un parking alors qu'une barrière descend, retirant le becquet du véhicule dans le processus.
Un modèle bleu apparaît dans le clip du single "Say You'll Be There" de 1996 des Spice Girls.
Une Daytona apparaît dans le jeu vidéo Left 4 Dead 2 de 2009. La Daytona, conduite par le personnage fictif Jimmy Gibbs Jr., est emmenée par les survivants pour se rendre à la Nouvelle-Orléans. Cependant, une autoroute bloquée au début de Dark Carnival oblige les survivants à abandonner la voiture.